# Hans Beißwenger
Hans Beißwenger (Mittelfischach, 8 de novembro de 1916 — Staraya Russa, 6 de março de 1943) foi um oficial alemão que serviu durante a Segunda Guerra Mundial. Foi condecorado com a Cruz de Cavaleiro da Cruz de Ferro.

## Condecorações
- Cruz de Ferro (1939)
  - 2ª classe (6 de maio de 1941)[2][3]
  - 1ª classe (16 de agosto de 1941)[2][3]
- Troféu de Honra da Luftwaffe (9 de agosto de 1941)[2]
- Distintivo de Voo do Fronte da Luftwaffe em Ouro (20 de agosto de 1941)[2]
- Cruz Germânica em Ouro (17 de outubro de 1941) como Leutnant da reserva no 6./JG 54[4]
- Cruz de Cavaleiro da Cruz de Ferro (9 de maio de 1942) como Leutnant e piloto no 6./JG 54[5][6][Nota 1]
  - 130ª Folhas de Carvalho (30 de setembro de 1942) como Leutnant e piloto no 6./JG 54[8][9][Nota 2]